# WrestleMania V
WrestleMania V var den femte udgave af pay-per-view-showet WrestleMania produceret af World Wrestling Federation (WWF). Det fandt sted 2. april 1989 fra Trump Plaza i Atlantic City, New Jersey. Showet blev kommenteret af Gorilla Monsoon og Jesse Ventura. 
Showets main event var en VM-titelkamp mellem Randy Savage og Hulk Hogan. Ved WrestleMania IV i marts 1988 havde Hulk Hogan hjulpet Savage med at vinde VM-titlen i en VM-titelturnering. Derefter havde de to wrestlere dannet tagteamet Mega Powers og kæmpet mod bl.a André the Giant og Ted DiBiase. Savages kone, Miss Elizabeth, havde endda fungeret som manager for både ham og Hogan. I starten af 1989 blev Savage dog sikker på, at Hogan var efter Miss Elizabeth og vendte ham ryggen. Kort efter udfordrede Hogan ham til en VM-titelkamp. Der var derudover en række andre titelkampe den aften.

## Resultater
- Hercules besejrede King Haku (med Bobby Heenan)
- Twin Towers (Akeem og Big Boss Man) (med Slick) besejrede The Rockers (Shawn Michaels og Marty Jannetty)
- Brutus Beefcake og Ted DiBiase (med Virgil) kæmpede uafgjort
- Bushwhackers (Luke Williams og Butch Miller) besejrede The Fabulous Rougeaus (Jacques og Raymond) (med Jimmy Hart)
- Mr. Perfect besejrede The Blue Blazer
- WWF World Tag Team Championship: Demolition (Ax og Smash) besejrede Powers of Pain (Warlord og Barbarian) og Mr. Fuji
- Dino Bravo (med Frenchy Martin) besejrede Ronnie Garvin
- Brain Busters (Arn Anderson og Tully Blanchard) (med Bobby Heenan) besejrede Strike Force (Rick Martel og Tito Santana)
- Jake Roberts besejrede André the Giant (med Bobby Heenan) via diskvalifikation
  - Big John Studd var dommer i kampen.
- The Hart Foundation (Bret Hart og Jim Neidhart) besejrede Honky Tonk Man og Greg Valentine (med Jimmy Hart)
- WWF Intercontinental Championship: Rick Rude (med Bobby Heenan) besejrede Ultimate Warrior
  - Rick Rude vandt dermed titlen fra Ultimate Warrior.
- Hacksaw Jim Duggan og Bad News Brown kæmpede uafgjort
- Red Rooster besejrede Bobby Heenan (med The Brooklyn Brawler)
- WWF Heavyweight Championship: Hulk Hogan besejrede Randy Savage
  - Hulk Hogan vandt dermed WWF's VM-titel for anden gang i karrieren.

| Sport | Spire Denne artikel om sport er en spire som bør udbygges. Du er velkommen til at hjælpe Wikipedia ved at udvide den. |